# Hur man blir en maffiaboss
Hur man blir en maffiaboss (originaltitel: How to Become a Mob Boss) är en amerikansk kriminal- och dokumentärserie. Serien hade premiär den 14 november 2023 på strömningstjänsten Netflix. Peter Dinklage är seriens berättarröst.

## Handling
Peter Dinklage berättar i serien om några av historiens mest kända maffiabossars, såsom Al Capone och Pablo Escobar, uppgång och fall.

## Medverkande
- Peter Dinklage